# Citroën C3-XR

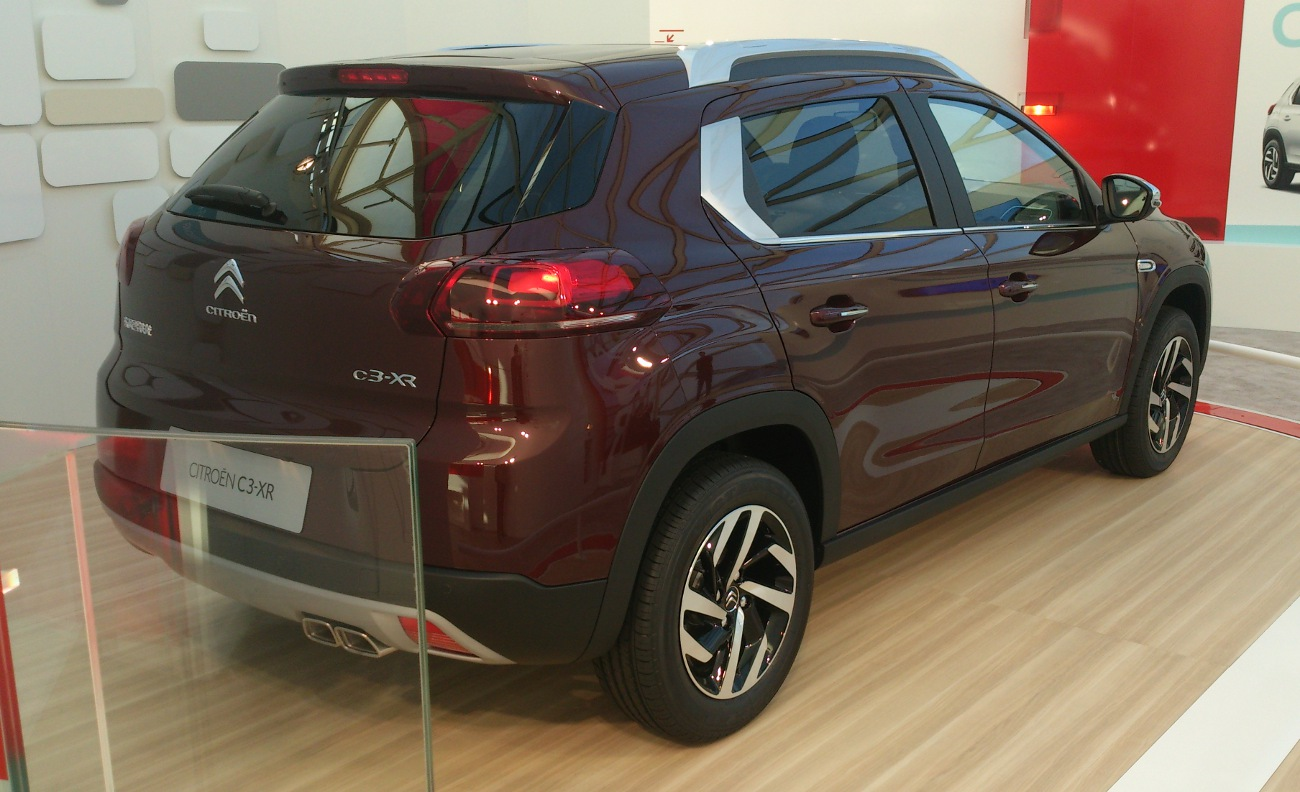
Heckansicht

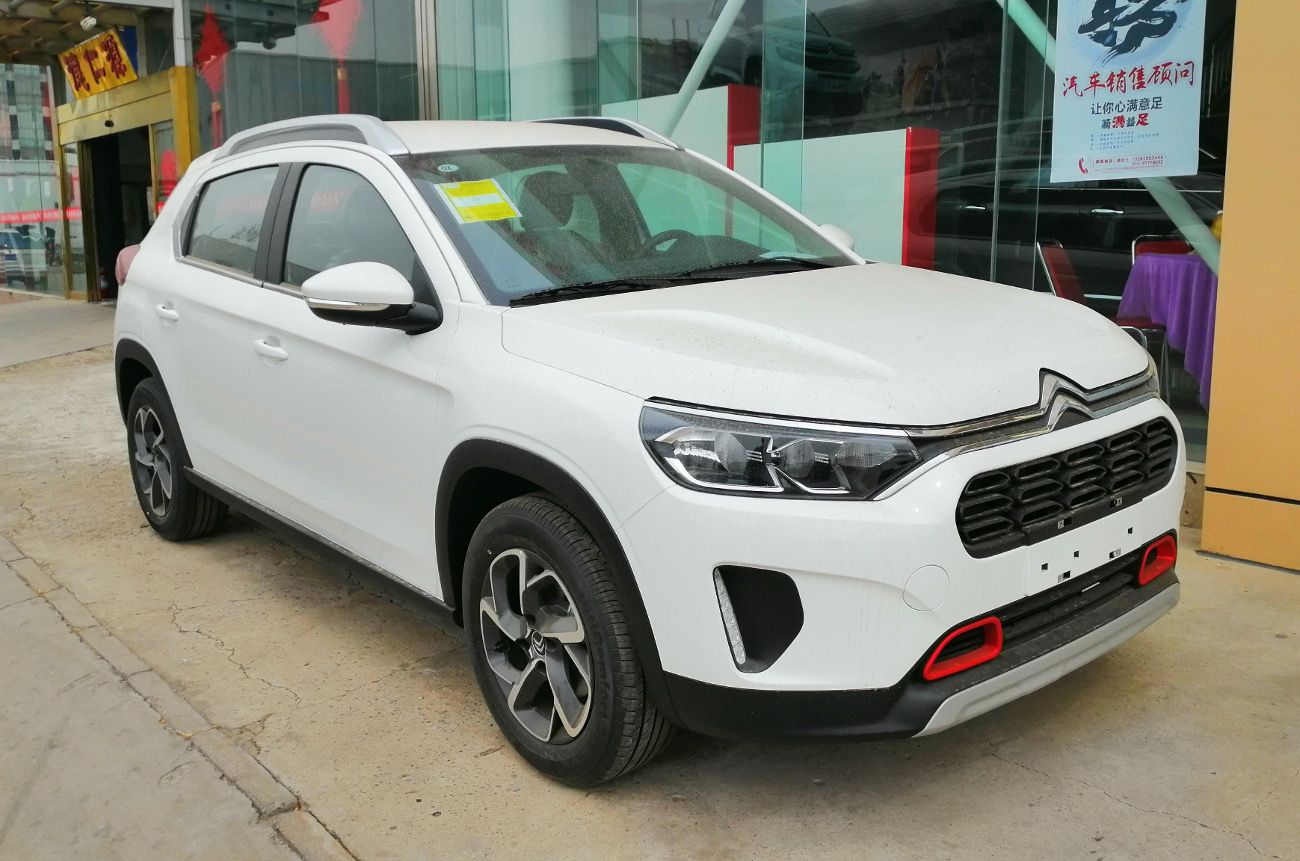
Citroën C3-XR (2019–2023)

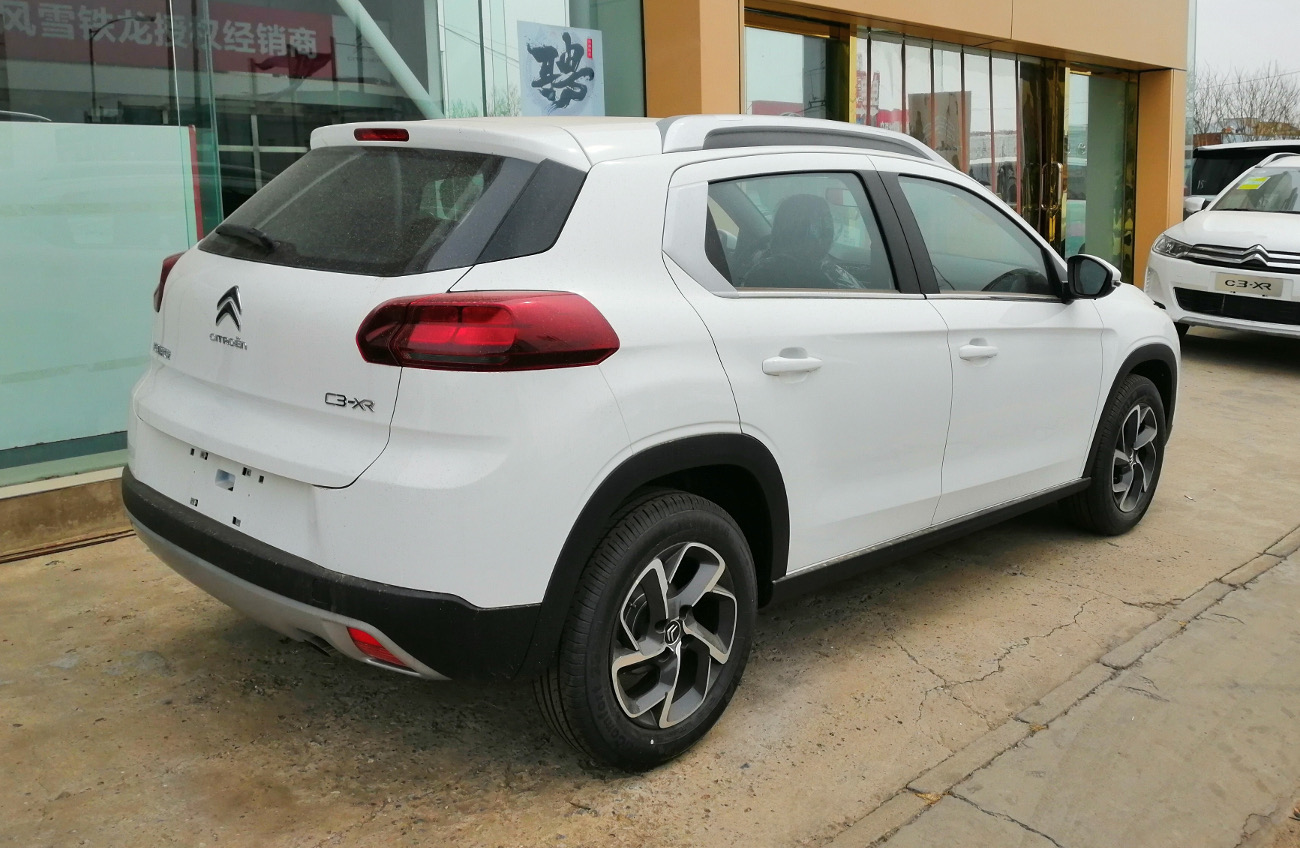
Heckansicht

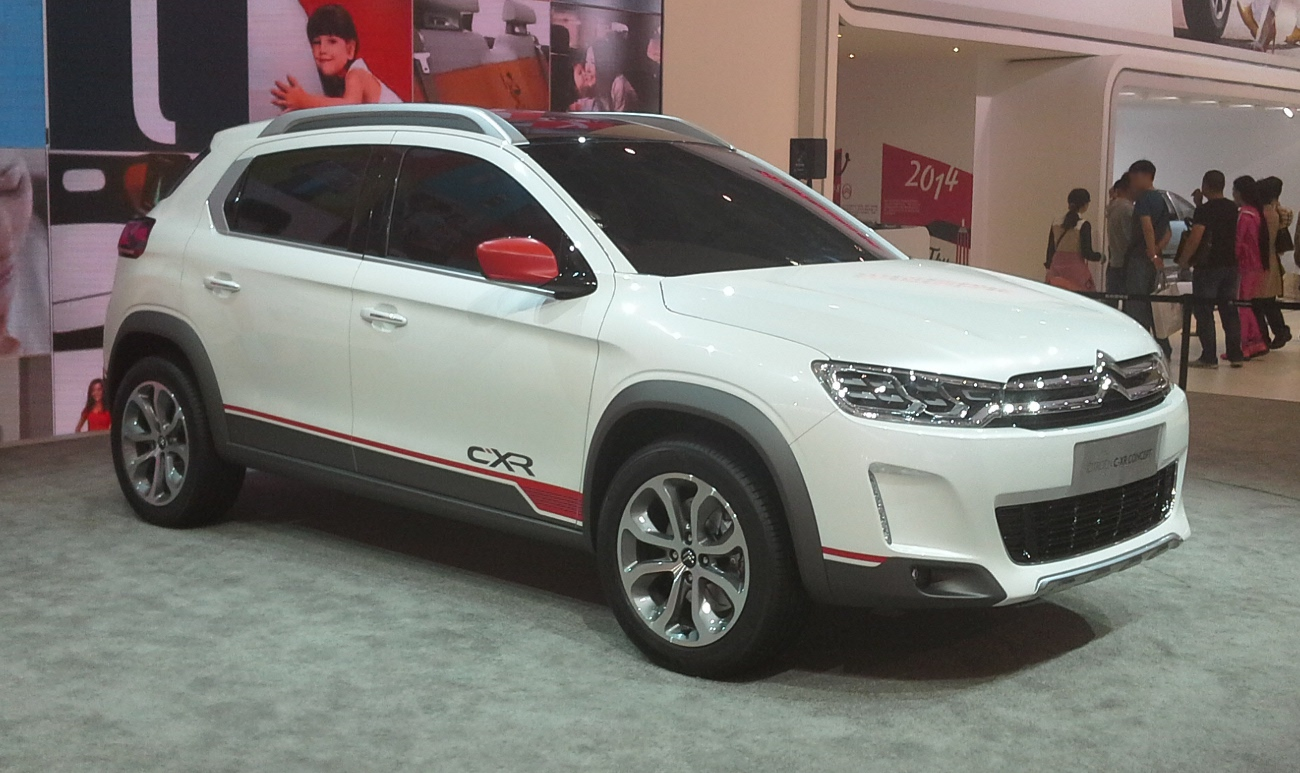
Citroën C-XR Concept auf der Beijing Auto Show 2014

Der Citroën C3-XR ist ein Crossover-SUV des französischen Automobilherstellers Citroën, das zwischen 2014 und 2023 ausschließlich für den chinesischen Markt vom Dongfeng Peugeot Citroën Automobile Joint Venture in Wuhan gebaut wurde. Technisch baut das Fahrzeug auf der PF1-Plattform des PSA-Konzern auf.

## Geschichte
Das Fahrzeug wurde auf der Beijing Auto Show im April 2014 als Konzeptfahrzeug Citroën C-XR Concept vorgestellt. Die Serienversion debütierte auf der Mondial de l’Automobile im Oktober 2014. Ab Ende Dezember 2014 wurde das Crossover-SUV in China verkauft. In Europa wurde das Fahrzeug nicht angeboten, da der PSA-Konzern in diesem Segment nach eigenen Angaben mit dem Peugeot 2008 und dem Citroën C4 Cactus bereits ausreichend vertreten sei.

## Technische Daten
Zum Marktstart wurde der C3-XR mit einem 1,6-Liter-Ottomotor mit 86 kW (117 PS) und einem turbogeladenen 1,6-Liter-Ottomotor mit 123 kW (167 PS) angeboten. Ab Februar 2016 war zudem noch ein aufgeladener 1,2-Liter-Ottomotor mit 100 kW (136 PS) und drei Zylindern erhältlich. Im März 2019 wurde die Motorenpalette überarbeitet.
|                                            | 190 THP PureTech           | 230 THP PureTech             | 230 THP PureTech           | 1.6 CVVT                     | 1.6 CVVT                     | 350 THP PureTech           |
| ------------------------------------------ | -------------------------- | ---------------------------- | -------------------------- | ---------------------------- | ---------------------------- | -------------------------- |
| Bauzeitraum                                | 03/2019–11/2023            | 02/2016–03/2019              | 07/2019–07/2021            | 12/2014–03/2019              | 03/2019–07/2020              | 12/2014–03/2019            |
| Motorkenndaten                             |                            |                              |                            |                              |                              |                            |
| Motorart                                   | Ottomotor                  | Ottomotor                    | Ottomotor                  | Ottomotor                    | Ottomotor                    | Ottomotor                  |
| Motorbauart                                | R3                         | R3                           | R3                         | R4                           | R4                           | R4                         |
| Motoraufladung                             | Turbolader                 | Turbolader                   | Turbolader                 | —                            | —                            | Turbolader                 |
| Hubraum                                    | 1199 cm³                   | 1199 cm³                     | 1199 cm³                   | 1587 cm³                     | 1587 cm³                     | 1598 cm³                   |
| max. Leistung bei min−1                    | 85 kW (116 PS) / 6000      | 100 kW (136 PS) / 5500       | 100 kW (136 PS) / 5500     | 86 kW (117 PS) / 6000        | 86 kW (117 PS) / 6000        | 123 kW (167 PS) / 6000     |
| max. Drehmoment bei min−1                  | 190 Nm / 1500–3500         | 230 Nm / 1750–3500           | 230 Nm / 1750–3500         | 150 Nm / 4000                | 150 Nm / 4000                | 245 Nm / 1400–4000         |
| Kraftübertragung                           |                            |                              |                            |                              |                              |                            |
| Antrieb                                    | Vorderradantrieb           | Vorderradantrieb             | Vorderradantrieb           | Vorderradantrieb             | Vorderradantrieb             | Vorderradantrieb           |
| Getriebe, serienmäßig                      | 6-Stufen-Automatikgetriebe | 5-Gang-Schaltgetriebe        | 6-Stufen-Automatikgetriebe | 5-Gang-Schaltgetriebe        | 5-Gang-Schaltgetriebe        | 6-Stufen-Automatikgetriebe |
| Getriebe, optional                         | —                          | [6-Stufen-Automatikgetriebe] | —                          | [6-Stufen-Automatikgetriebe] | [6-Stufen-Automatikgetriebe] | —                          |
| Messwerte                                  |                            |                              |                            |                              |                              |                            |
| Höchstgeschwindigkeit                      | 185 km/h                   | 190 km/h (196 km/h)          | 195 km/h                   | 179 km/h (180 km/h)          | 185 km/h (185 km/h)          | 209 km/h                   |
| Beschleunigung, 0–100 km/h                 | k. A.                      | k. A. (9,3 s)                | 10,3 s                     | k. A.                        | k. A.                        | k. A.                      |
| Kraftstoffverbrauch auf 100 km, kombiniert | 5,5 l Super                | 6,8 l Super (6,4 l Super)    | 5,1 l Super                | 5,3 l Super (5,4 l Super)    | 6,7 l Super (6,2 l Super)    | 6,2 l Super                |
| Leergewicht                                | 1235 kg                    | 1210 kg (1260 kg)            | 1220 kg                    | 1200 kg (1235 kg)            | 1210 kg (1260 kg)            | 1270 kg                    |
| Tankinhalt                                 | 53 l                       | 53 l                         | 53 l                       | 53 l                         | 53 l                         | 53 l                       |

- Werte in eckigen Klammern gelten für Modelle mit optionalem Getriebe.